# Keirosoma slossonae
Keirosoma slossonae är en tvåvingeart som beskrevs av Van Duzee 1933. Keirosoma slossonae ingår i släktet Keirosoma och familjen styltflugor.
Artens utbredningsområde är Florida. Inga underarter finns listade i Catalogue of Life.